# Rúa Sacadura Cabral
La rúa Sacadura Cabral es una rúa que cruza los barrios cariocas de Gamboa y Saúde, situados en la zona central de la ciudad de Río de Janeiro, Brasil. Con cerca de 1.2 kilómetros de extensión, corre a la vera del Morro do Livramento en Gamboa y del Morro da Conceição en Saúde.
La rúa inicia en la Avenida Venezuela, muy cerca del inicio de la Avenida Rio Branco, al costado del Museo de Arte de Río y termina a la altura de la Praça da Harmonia, a los pies del Morro da Saúde. Es una vía de un solo sentido con dos carriles rumbo oeste.
En los últimos años, la rúa vio la apertura de varias opciones de esparcimiento, en su mayoría discotecas. El Trapiche Gamboa, destinado a presentaciones de samba y choro, y la The Week, orientada hacia el público gay, son ejemplos de puntos ya consolidados. Otras opciones son: la Pedra do Sal, donde también se dan presentaciones de samba y choro; y el mismo Museo de Arte donde, además de exposiciones se dan shows gratuitos en sus exteriores.
La rúa se llamaba, originalmente, "Rúa da Saúde". El nombre actual fue dado el 24 de junio de 1922, mediante un decreto de alcaldía en homenaje a Artur de Sacadura Freire Cabral, que fue un aviador y oficial de la Marina Portuguesa. En 1922, junto con Gago Coutinho, realizó la primera travesía aérea del Atlántico Sur, partiendo de Lisboa y aterrizando en Río de Janeiro.

## Puntos de interés
Los siguientes puntos de interés se sitúan en la rúa:
- Museo de Arte de Río
- Jazz In Champanheria
- Iglesia de São Francisco da Prainha
- Angu do Gomes
- Largo de São Francisco da Prainha
- Edificio sede da Lojas Americanas
- Edificio del Instituto Estadual del Ambiente (INEA)
- Villa Reggia Hotel
- Edificio sede de la Compañía de Desarrollo Urbano de la Región del Puerto de Río de Janeiro (CDURP)
- The Week
- Sacadura 154
- Trapiche Gamboa
- Hotel Barão de Tefé
- Plaza Jornal do Comércio
- Hospital Federal de los Servidores del Estado (HFSE)
- Complejo de edificios donde funcionó el Molino Fluminense
- Plaza Coronel Assunção (Praça da Harmonia)
- 5º Batallón de Polícia Militar (5º BPM)